# 李兆雄
李兆雄（1938年8月—2020年10月8日），男，广东人，中国击剑运动员、教练员，主攻佩剑。

## 生平
1938年生于广东省，后考入武汉体育学院体育系。1959年匈牙利奥运击剑队访问中华人民共和国时，他与陈素沁、张中保、文国刚、刘凌基、郭毅能、杨世平、黄茂武8人入选训练队（沈守和担任教练）。1961年毕业后，同年底与文国刚、郭毅能、陈素沁进入江苏队击剑队。
他曾任第七届亚运会和第二十三届奥运会国家集训队佩剑组主教练，中国击剑协会教练委员会委员、科研委员会委员。培养了王锐基、刘国振、贾桂华等运动员。1981年后，参加了《中国大百科全书·体育卷》击剑项目、《中国击剑史》、《击剑教学训练大纲》、《击剑理论与方法》等书籍的编写工作。1990年担任广州市击剑队教练。
1967年与同学陈素沁结婚。长子李喆也从事击剑运动。2000年一家人赴福州，创办福建击剑队。他认为发展击剑俱乐部、扩大击剑运动的社会参与，可以培养更多的优秀运动员。
2014年，他和妻子陈素沁在福州成立雄沁击剑俱乐部，2017年进驻厦门。2020年10月8日晚在福州市的家中逝世。